# Saskatchewan
 Ovo je glavno značenje pojma Saskatchewan. Za rijeku pogledajte Saskatchewan (rijeka).
Saskatchewan, kanadska provincija locirana u području velikih sjevernih prerija između SAD-a na jugu, Alberte na zapadu, Manitobe na istoku i Sjeverozapadnih teritorija na sjeveru; 588.276 četvornih kilometara (227.100 četvornih milja) i preko 1 milijun stanovnika. Glavni grad je Regina, a najveći Saskatoon.
Saskatchewan je jedna je od 3 prerijskih provincija čija privreda počiva na uzgoju žitarica (pšenica i ječam) i stočarstvu (goveda i ovce) i iskorištavanju bitumenskih pijesaka čiji se najpoznatiji depoziti nalaze u Alberti, Athabasca Oil Sands.

## Indijanci
Prastanovnici na području Saskatchewana žive već najmanje 11.000 godina, a plemena pripadaju jezičnim porodicama athapascan (Chipewyan), algonquian (Plains Cree) i siouan (Santee, Teton i Assiniboin. lovačko-sakupljački starosjedioci dolaze na područje velikih sjevernih prerija povlačenjem posljednjeg ledenjaka prije oko 11.000 godina, a oko 9.000 godina prije Krista arheološki ostaci ukazuju da je bilo lova na bizone u koji se 3.000 godina prije Krista već ide organizirano, pojavljuju se napredniji vršci kopalja i plemenske zajednice. 
Po popisu iz 2001, u Saskatchewanu je živjelo 83.745 Indijanaca, 43.695 Métisa i 190 Inuita (Eskima),

## Provincijski parkovi
Federalna vlada Kanade kontrolu nad prirodnim resursima prenosi na vladu Sakatchewana, što joj daje mogućnost stvaranja provincijskog parkovnog sustava (1931), od kojih je neke parkove osnovala federalna vlada još kasnih godina 19. i ranog 20.-tog stoljeća, to su Cypress Hills, Duck Mountain, Good Spirit Lake, Moose Mountain, Katepwa Point i Little Manitou. Godine 1932. osniva i park Greenwater Lake. Provincijksi park Nipawin Provincial Park (sada Narrow Hills) utemeljen je 1934, a Lac la Ronge 1939.